# Parapolynemus
Parapolynemus is een monotypisch geslacht van straalvinnige vissen uit de familie van draadvinnigen (Polynemidae). Het geslacht is voor het eerst wetenschappelijk beschreven in 1993 door Feltes.

## Soort
- Parapolynemus verekeri (Saville-Kent, 1889)